# Kigatilik
Na mitologia inuíte, Kigatilik é um espírito psicopata, violento, especialmente conhecido por matar angakkuq (xamãs).